# Sonchus tuberifer
Sonchus tuberifer là một loài thực vật có hoa trong họ Cúc. Loài này được Svent. miêu tả khoa học đầu tiên năm 1948.